# Berislav Jukić
Berislav Jukić (Čapljina, 28. rujna 1941.), hrvatski veterinar

## Životopis
Rođen u Čapljini. Gimnaziju završio u Zagrebu. Diplomirao i doktorirao na Veterinarskom fakultetu. Naslov doktorske teze bio je "Istraživanje načina poboljšanja Cogginsove reakcije u dijagnostici infekciozne anemije kopitara". Zaposlio se u Ambulantnoj klinici Veterinarskoga fakulteta, kojoj je poslije bio predstojnik. Na matičnom fakultetu docent i od 1986. redoviti profesor. Na Veterinarskog fakultetu predstojnik Zavoda za mikrobiologiju i zarazne bolesti. Voditelj jednoga od osam europskih referalnih laboratorija za dijagnostiku infekciozne anemije kopitara od 1979. godine. Usavršavao se u Njemačkoj i Sloveniji.
Glavna područja znanstvenoga i stručnoga rada su: zarazne bolesti domaćih životinja, posebice virusne, zatim zoonoze, epizootiologija te tropske zarazne bolesti životinja. Članke objavio u časopisima Veterinarski arhiv, Praxis veterinaria, Research in Veterinary Science, Lovački vjesnik, Veterinarske novice, Periodicum biologorum, Veterinární medicína, Zeitschrift für Jagdwissenschaft, Journal of Veterinary Medicine i dr. Autor udžbenika o tropskim zaraznim bolestima životinja. Suautor Priručnika za pratitelje životinja u prijevozu. Snimio filmove o zaraznoj anemiji kopitara i svinjskoj kugi, u suradnji s S. Cvetnićem i Ž. Župančićem. Suosnivač 1992. i dopredsjednik obnovljenoga Hrvatskoga veterinarskoga društva.